# Córdoba (Španělsko)
Córdoba je město v jižním Španělsku v autonomním společenství Andalusie na řece Guadalquivir; hlavní město stejnojmenné provincie. Žije zde přibližně 323 tisíc obyvatel.

## Dějiny

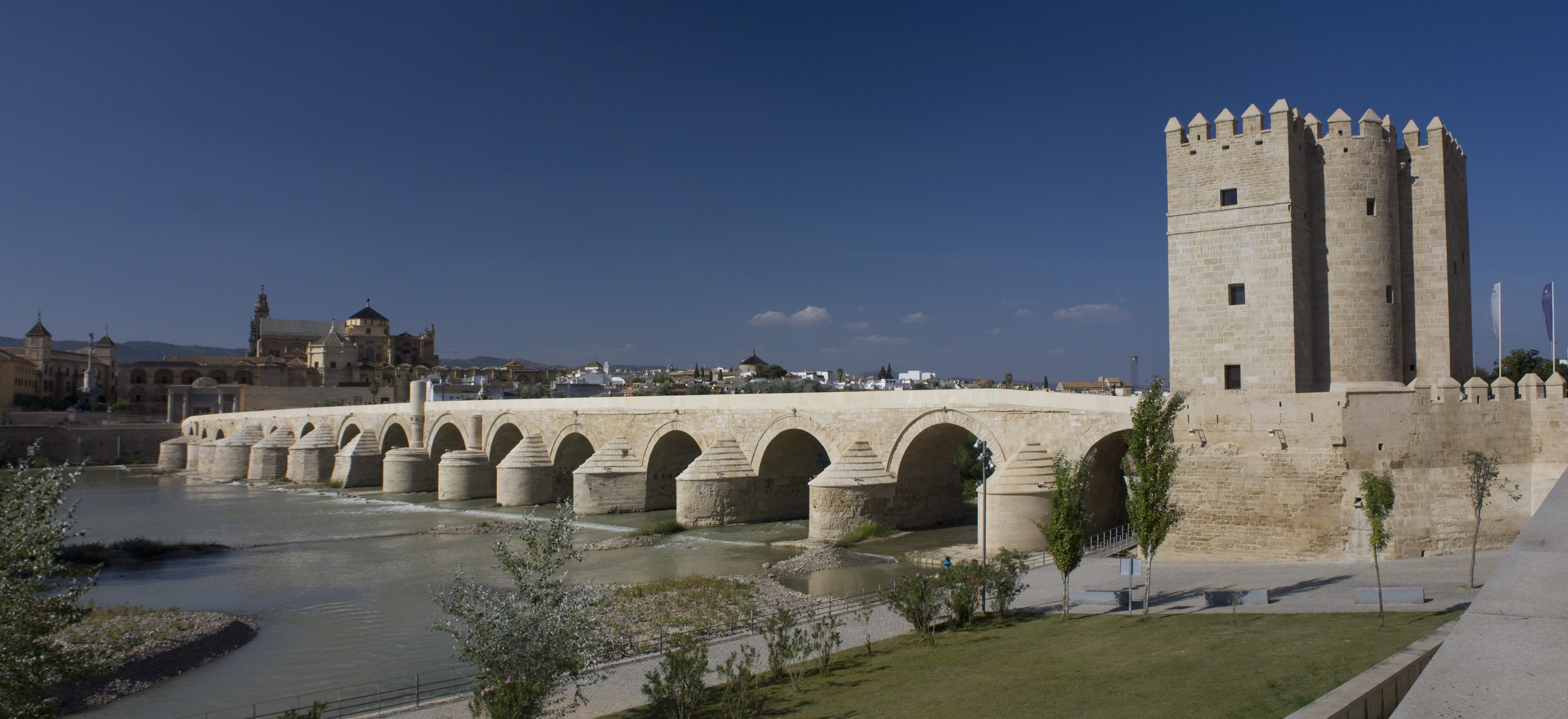
Římský most, vlevo v pozadí katedrála

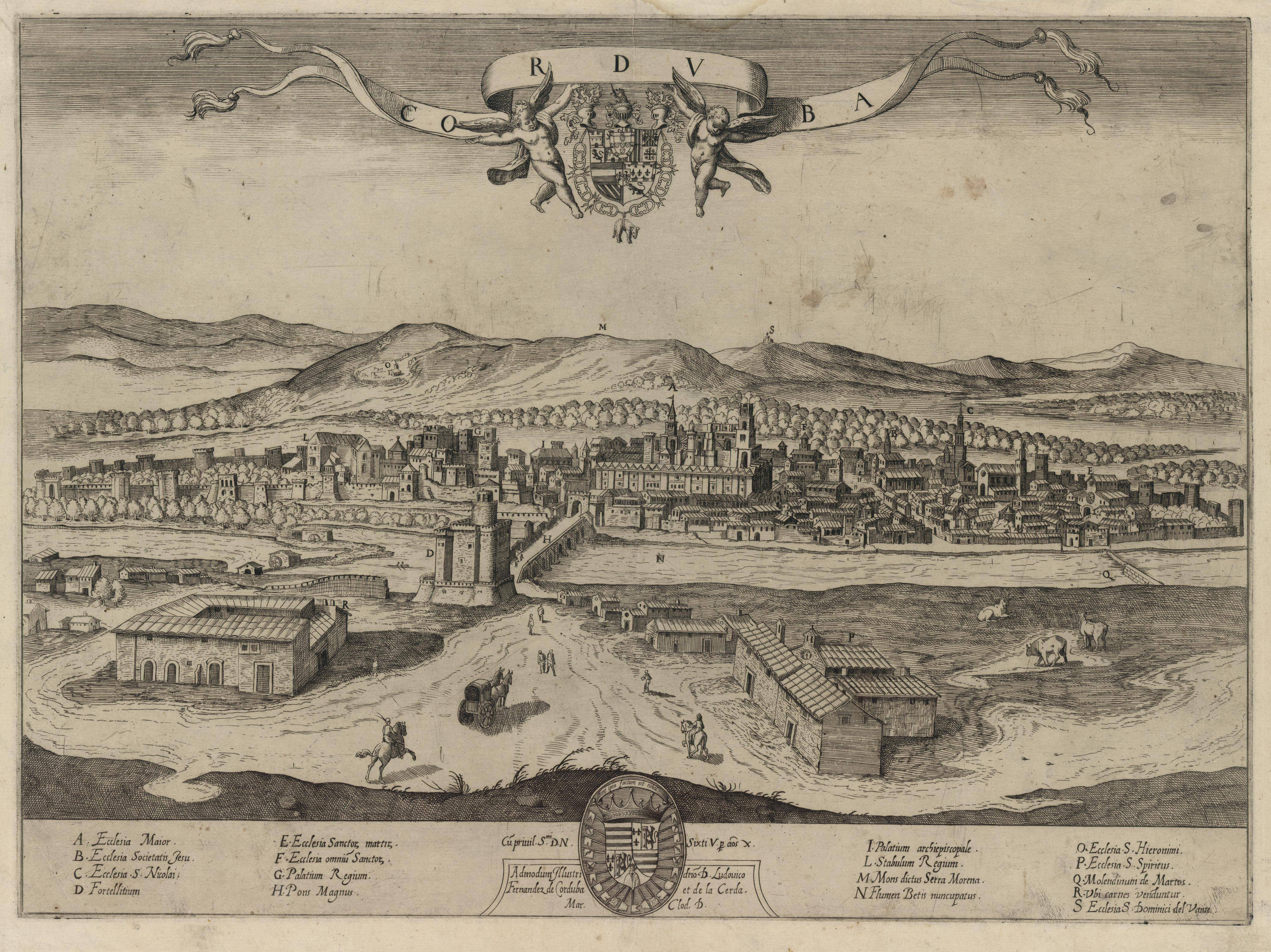
Córdoba v 16. století

Córdoba stojí na místě starého iberského sídla, v roce 169 př. n. l. bylo město pod názvem Corduba připojeno k Římské říši. Kolem roku 300 zde vzniklo biskupství. Během stěhování národů zde dočasně vládli Vandalové, potom město dobyla Byzantská říše (544–571) a později Vizigóti (572). V té době město upadalo. Roku 711 ho dobyli Arabové a o pět let později se Córdoba stala hlavním městem islámského emirátu v Al-Andalus (od roku 756 Córdobského emirátu, od roku 929 Córdobského chalífátu).
V období arabské vlády byla Qurtuba jedním z nejbohatších měst, byla i duchovním a kulturním centrem islámu. Okolo roku 1000 byla jedním z největších měst na světě; žilo tu asi 500 000 obyvatel. Žili zde vedle sebe křesťané, muslimové i Židé. V této době vznikla i známá Mezquita (dnes katedrála). Po zániku Córdobského kalifátu (1031) připadla Córdoba Džahvanidům, roku 1069 Abbadidům ze Sevilly, roku 1091 Almorávidům a od 12. století patřila Almohádům. V roce 1236 Córdobu v rámci reconquisty dobyla Kastilie.
Nový rozkvět prožila Córdoba v období Siglo de Oro (okolo roku 1600). Poté následoval postupný úpadek posílený vlnami epidemií a sucha; okolo roku 1700 nezůstalo v někdejším velkoměstě více než 20 000 obyvatel. Ve 20. století pak město opět rychle vyrostlo (ne však do rozměru z doby před 1000 lety) a stalo se kulturním centrem a ovšem také turistickým cílem. Od roku 1984 je na seznamu světového dědictví UNESCO.

## Pamětihodnosti
- Mezquitu, dnešní katedrálu, začal stavět roku 785 emir Abd ar-Rahman I. Stojí na ploše 23 tisíc m², asi 860 sloupů v pravidelných řadách je spojeno dvojitými oblouky nad sebou. V roce 1236 byla proměněna na křesťanskou katedrálu a od roku 1523 byla v jejím středu vystavěna vysoká renesanční loď s kupolí.
- Starověký římský most (Puente Viejo) se 16 oblouky postavili Římané po roce 45 př. n. l. a byl pak několikrát opravován. Středověká Torre de la Callahorra stojí na vnějším konci mostu
- Alcazar de los Reyes Cristianos ze 14. století je zámek na půdorysu staršího arabského a uvnitř jsou i římské mozaiky. Palác obklopují terasovité zahrady a v sousedství jsou kalifovy lázně.
- Zříceniny paláce Medina Azahara z 10. století stojí asi 8 km západně od města.
- Juderia je staré židovské a arabské město s malebnými uličkami.
- Plaza de la Corredera ze 17. století sloužila původně býčím zápasům a představením.
- Zbytky římského chrámu z 1. století blízko radnice.
- Archeologické muzeum.
- Velký počet kostelů, převážně ze 14.–17. století.
- Kostel svatého Michaela

### Galerie

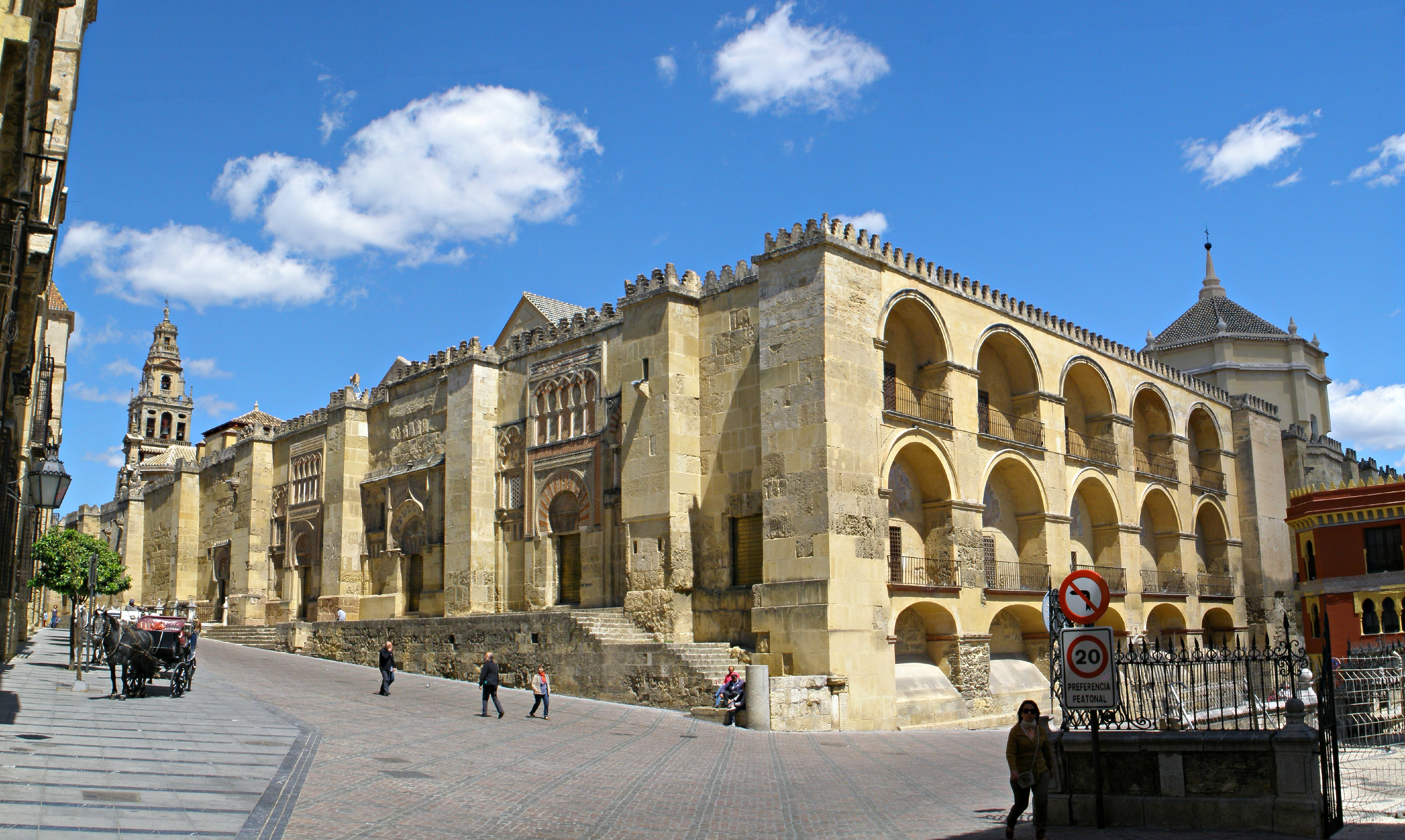
Katedrála – Mezquita
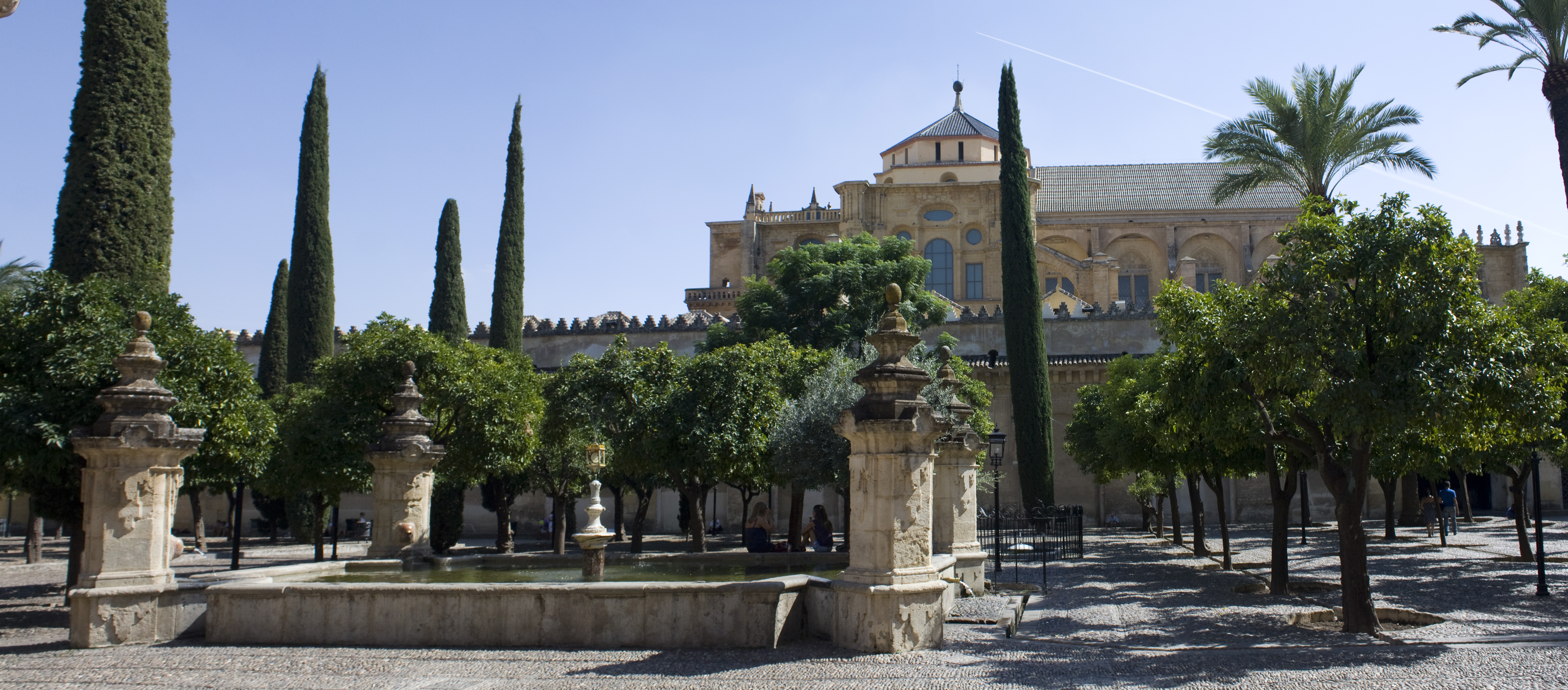
Katedrála – Mezquita, nádvoří pomerančovníků
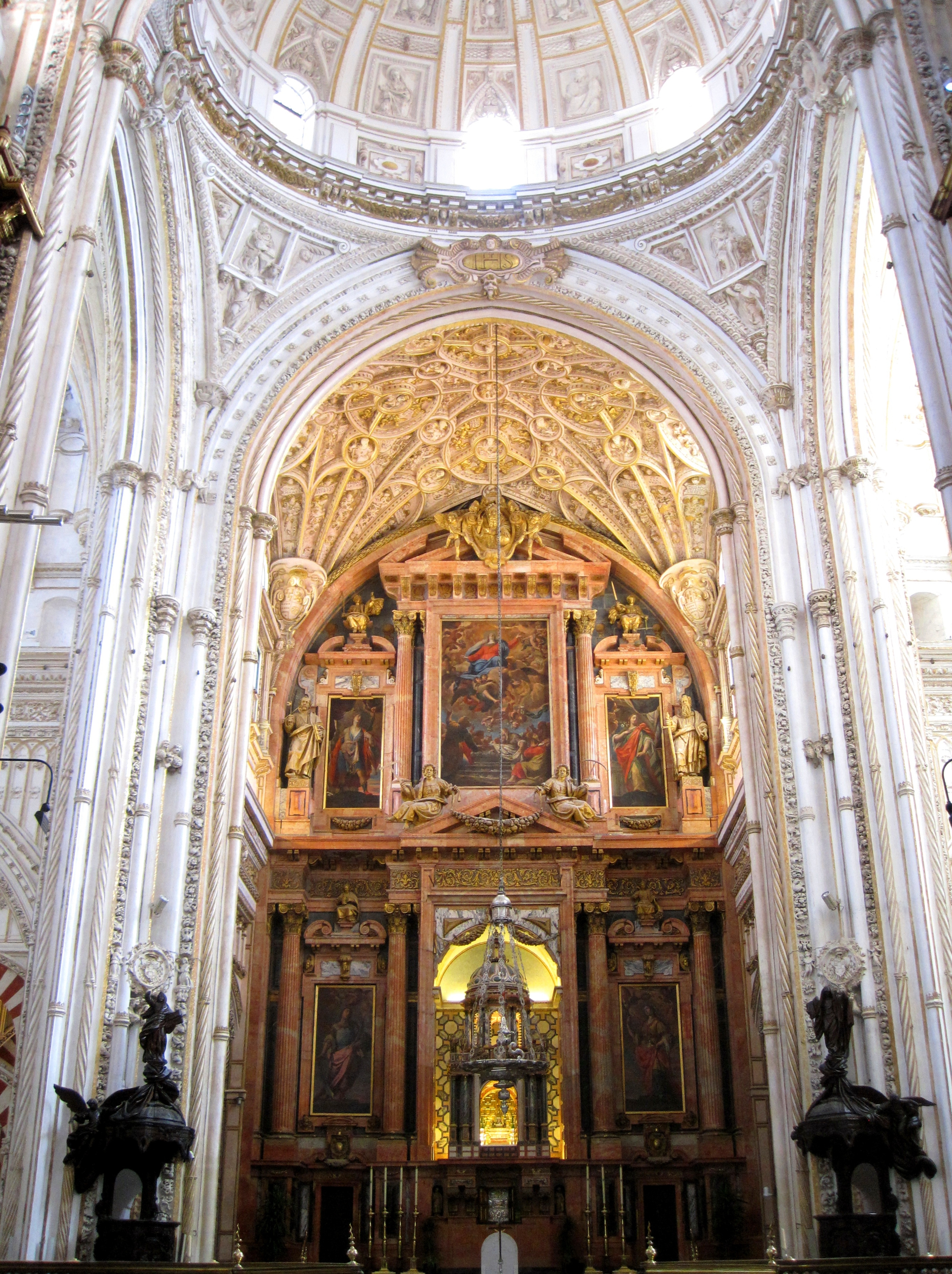
Katedrála – Mezquita, hlavní oltář
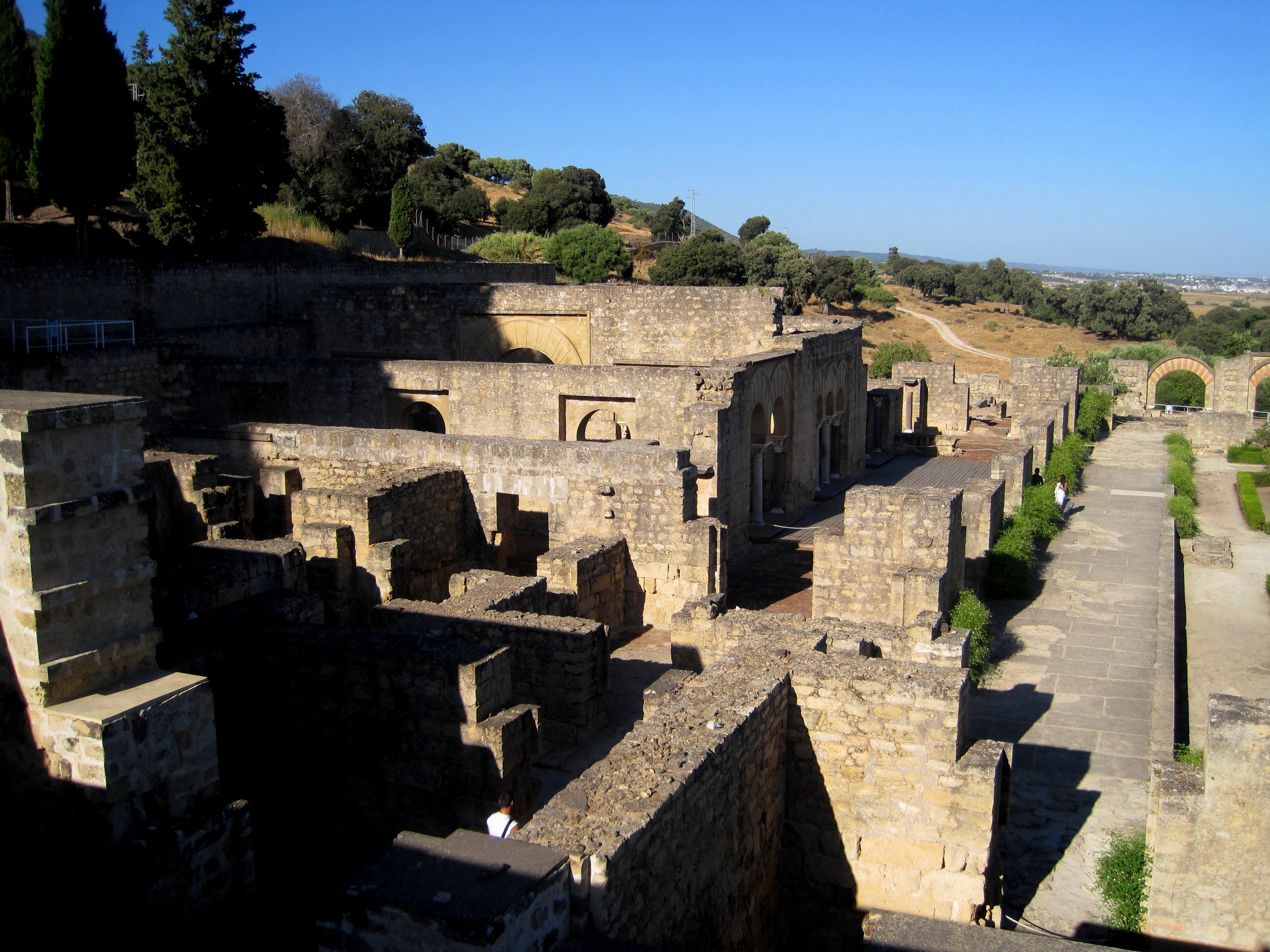
Madinat al-Zahra, zříceniny
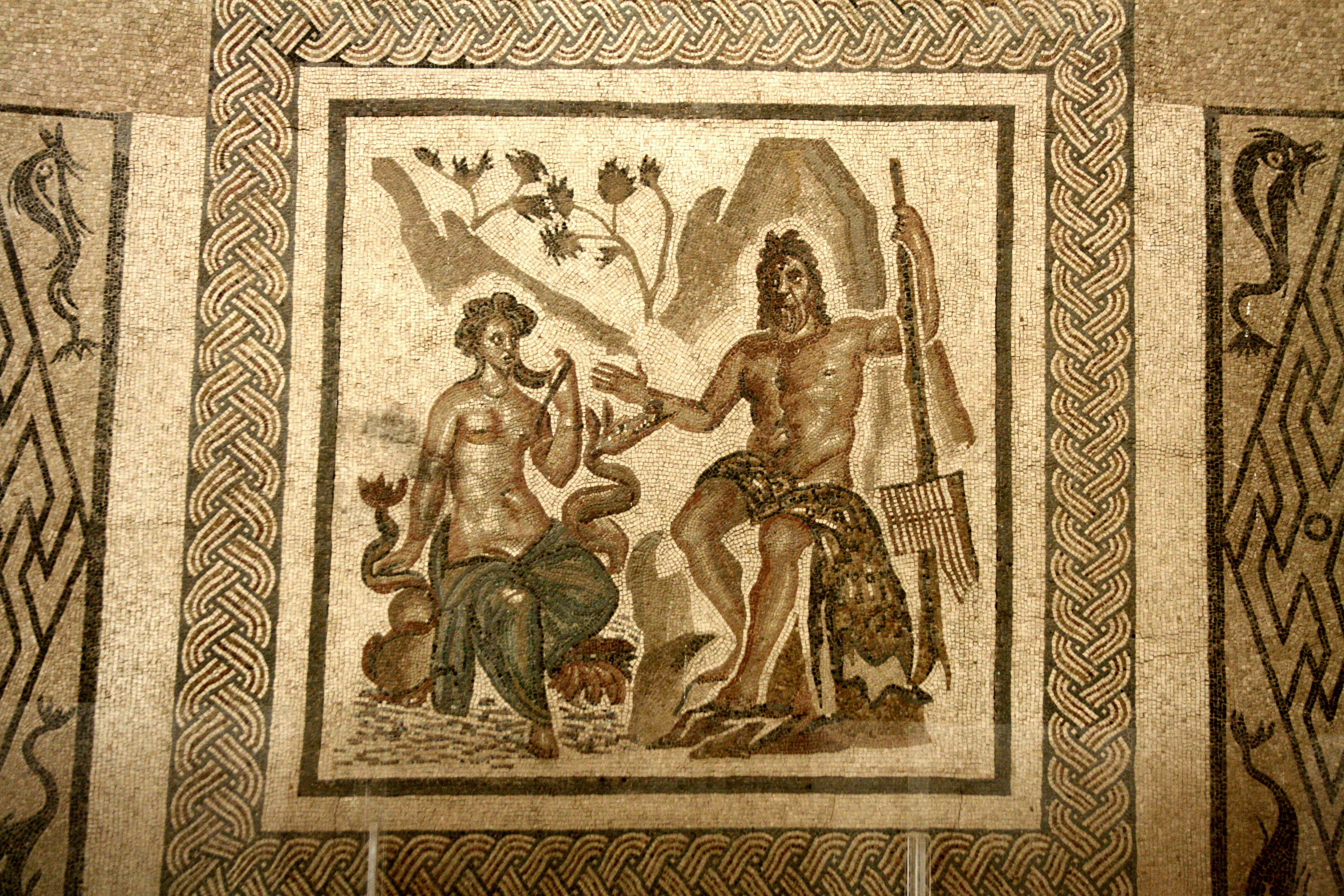
Alcazar, římské mozaiky
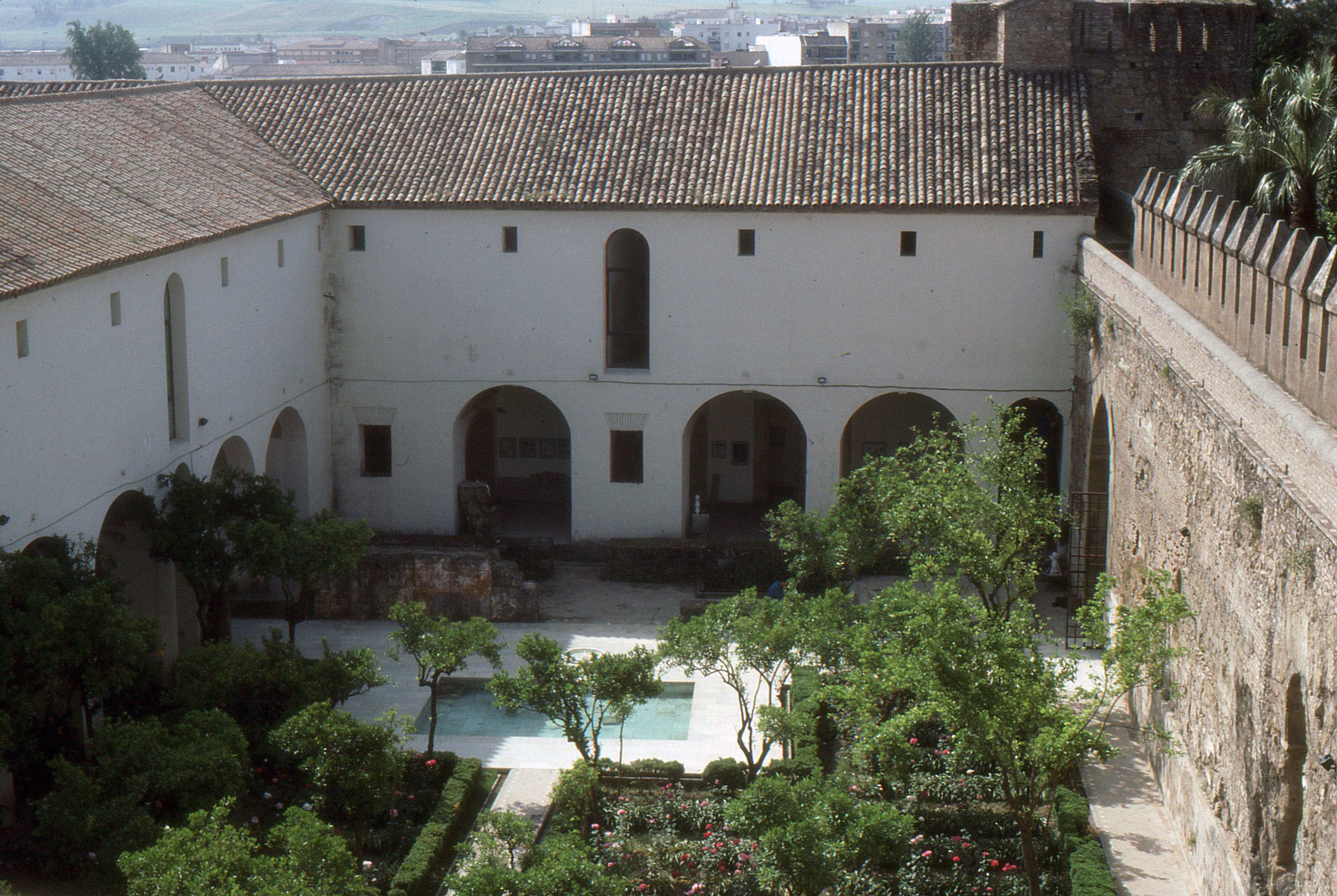
Alcazar, nádvoří
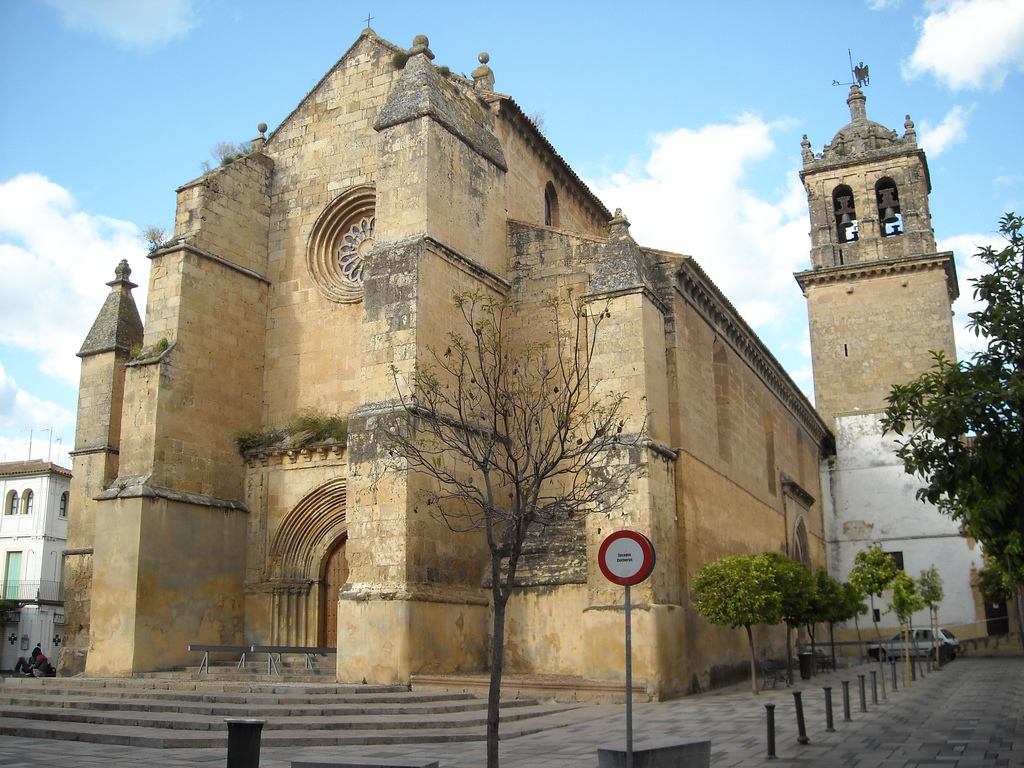
Kostel S. Marina de las Aguas Santas
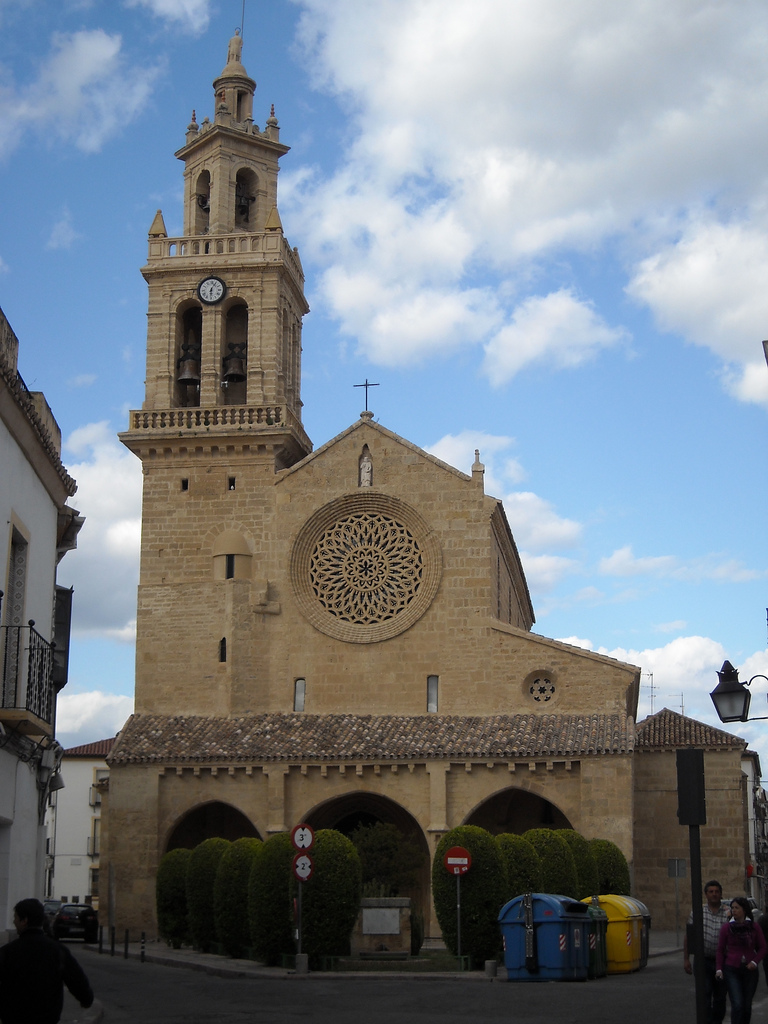
Kostel sv. Vavřince

## Doprava
Córdoba má dobré dopravní spojení. Leží na rychlostní trati Madrid – Sevilla a na dálnici A-4 Madrid – Córdoba – Sevilla – Jerez de la Frontera. Má malé letiště, ale pravidelné letecké spojení je na nedalekých letištích Málaga a Sevilla.

## Osobnosti

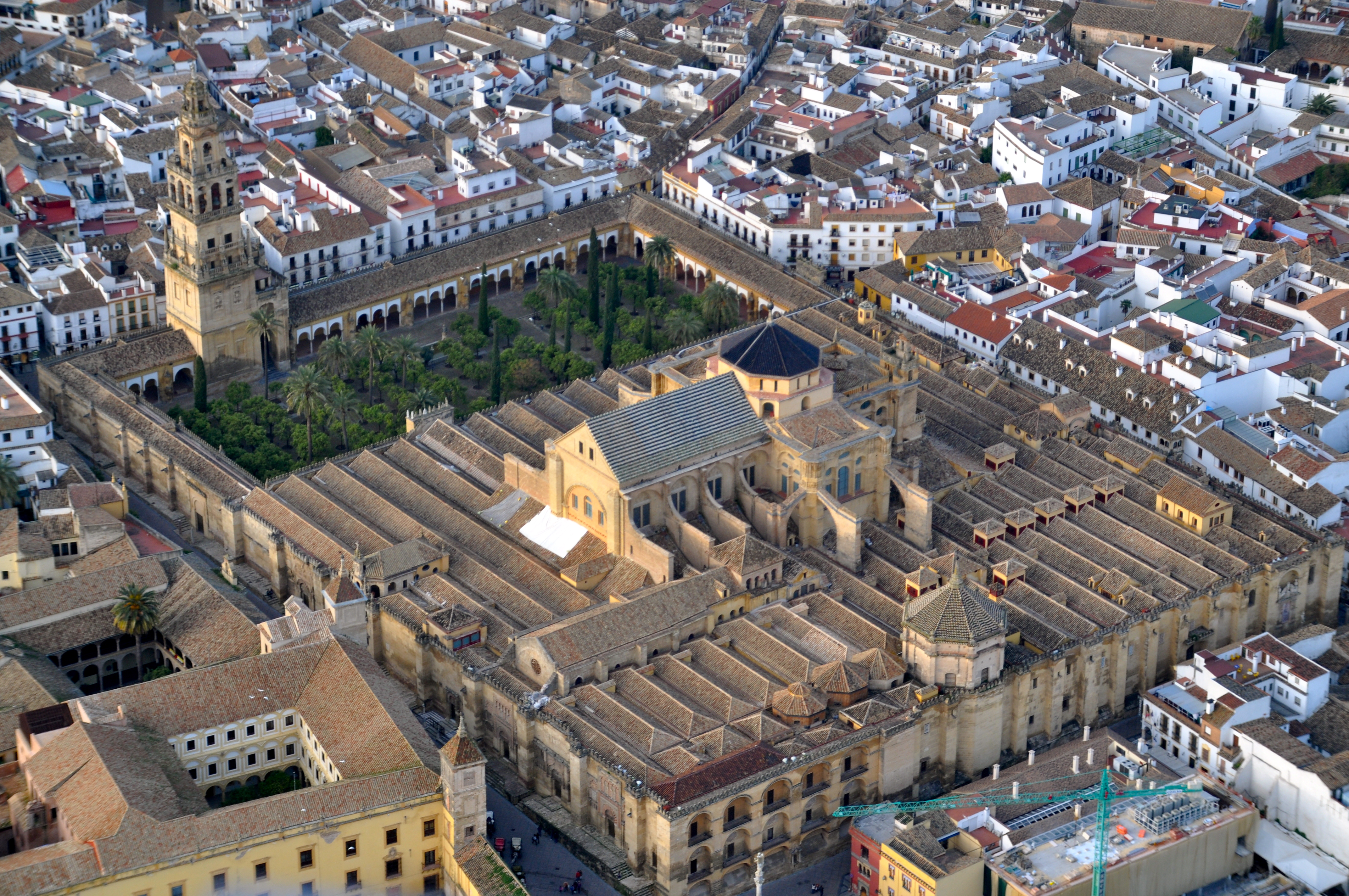
Katedrála v Córdobě (původně mešita)

- Seneca starší (cca 50 př. n. l. – 40), římský řečník a spisovatel
- Seneca mladší (cca 5 př. n. l. – 65), římský filozof a spisovatel
- Marcus Annaeus Lucanus (39–65), římský básník, bratranec Seneky mladšího
- Hosius z Córdoby (257 – mezi 357 a 359), biskup
- Abd ar-Rahmán III. (889/891–961), córdobsky emír
- Ibn Rušd (Averroes) (1126–1198), maurský (arabský) filozof, lékař a mystik
- Rabi Moše ben Maimún (1135 – 1204), židovský filozof a teolog
- Luis de Góngora (1561–1627), španělský barokní básník
- Ángel de Saavedra (1791–1865), španělský romantický spisovatel a básník
- Manolete (1917–1947), toreador

## Partnerská města
- Adana, Turecko
- Bourg-en-Bresse, Francie
- Buchara, Uzbekistán
- Kajruván, Tunisko
- Damašek, Sýrie
- Fes, Maroko
- Láhaur, Pákistán
- Manchester, Spojené království